# Severus van Antiochië

Severus van Antiochië

Severus van Antiochië (Sozopolis, Pisidië, 465 - Egypte, 5 februari 538) was patriarch van Antiochië van 512 tot 518. Door de Oriëntaals-orthodoxe Kerk werd hij evenwel tot zijn dood als patriarch erkend. Hij was een van de voornaamste tegenstanders van het Concilie van Chalcedon.

## Leven
Rond 465 werd hij geboren in Pisidië in een heidens gezin. Na de dood van zijn vader werd hij naar Alexandrië gestuurd om daar grammatica en retoriek te studeren. Daar werd hij door christelijke studenten aangespoord om de werken van Basilius van Caesarea en Gregorius van Nazianze te bestuderen. In 486 verhuisde hij naar Beiroet om daar rechten en filosofie te studeren. In 488 werd hij gedoopt in het martyrium van Leontius in Tripoli.
Na zijn doop werd hij steeds ascetischer, en was dan ook vaak in de kerk te vinden.  Uiteindelijk trad hij dan ook toe tot een klooster in Palestina. Kortstondig probeerde hij als een anachoreet in de woestijn te overleven. Dit mislukte en hij moest, ernstig verzwakt, opgelapt worden in een klooster. 
Severus was een miafysiet en wees Chalcedon rigoureus af. Een compromisformule tussen de chalcedoniërs en de miafysieten, de Henotikon genaamd, wees hij dan ook af omdat het Chalcedon niet veroordeelde maar juist verzweeg. De miafysitische patriarch van Antiochië, Petrus de Voller, die de Henotikon wel accepteerde, werd door Severus afgewezen.
Zijn harde lijn zorgde ervoor dat hij in 508 uit een Egyptisch klooster werd gegooid nadat de abt Chalcedon aanvaard had.  Vervolgens zou Severus sectarisch geweld in Alexandrië uitgelokt hebben. Om vervolging te ontlopen vluchtte hij naar Constantinopel. In 511 werd hij door de miafysitische keizer Anastasius naar Antiochië gestuurd om daar de vacante patriarchentroon te vullen. Op de dag dat hij patriarch werd vervloekte hij het Concilie van Chalcedon en nam de Henotikon, die hij eerst veroordeeld had, aan. 
Heel lang duurde zijn patriarchaat niet. Toen Anastasius in 518 stierf kwam de chalcedonische keizer Justinus I aan de macht. Een van de eerste dingen die hij deed was het laten arresteren van Severus. Toen Severus hoorde dat de keizer hem wou arresteren vluchtte hij naar Alexandrië. Hier kreeg Severus het aan de stok met Julianus, de verbannen bisschop van Halicarnassus, die leerde dat Christus lichaam onvergankelijk en van nature onmogelijk kon lijden. Dit heette aphthartodocetisme. 
Rond 535 werd Severus door keizer Justinianus I, opvolger van Justinus, naar Constantinopel gehaald. Justinianus wou de miafysieten herenigen met de Oosters-orthodoxe Kerk en organiseerde daarom discussies tussen vooraanstaande chalcedoniërs en miafysieten. Eenmaal daar wist Severus de patriarch van Constantinopel, Anthimus, te bekeren tot het miafysitisme. Toen Paus Agapitus I, die toevallig in de stad was voor diplomatieke zaken, hier lucht van kreeg zette hij Anthimus af. 
In 536 liepen de gesprekken vast. Justinianus veroordeelde Severus en beval dat alle werken van Severus verbrand moesten worden. Bij wie betrapt werd op het bezitten van een werk van Severus werd de rechterhand afgehakt. Hierdoor is er ook niet veel van de werken van Severus in het oorspronkelijke Grieks bewaard gebleven, maar alleen in Syrische vertalingen. Hierna keerde Severus terug naar Egypte, waar hij in 538 stierf.

## Voetnoten
1. ↑  Novellae, 42

Petrus · Euodias · Ignatius · Hero · Cornelius · Eros · Theofilus van Antiochië · Maximus I · Serapion · Asclepiades · Filetus · Zebinnus · Babylas · Fabius · Demetrius · Paulus van Samosata · Domnus I · Timeüs · Cyrillus · Tyrannos · Vitalis · Filogonus · Paulinus · Eustatius · Eulalius · Eufornius · Filaclus · Stefanus I · Leontius · Eudoxius · Euzoius · Meletius · Flavianus I · Porfyrus · Alexander · Theodotus · Johannes I · Domnus II · Maximus II · Basilius · Acacius · Martyrius · Petrus de Vollere · Julianus · Petrus Fullo · Johannes II · Stefanus II · Callandion · Palladius · Flavianus II · Severus · Paulus I · Eufrosius · Efremus

Grieks-orthodoxe patriarchen:

Paulus II · Eufrasius · Efraïm · Domnus III · Anastasios I de Sinaïet · Gregorius I · Anastasios II · Gregorius II · Anastasius III · Macedonius · Georgius I · Macarius · Theofanes · Sebastianus · Georgius II · Alexander · Stefanus IV · Theofylactus · Theodorus · Johannes IV · Job · Nicolaas · Simeon · Elias · Theodosius I · Nicolaas II · Michaël · Zacharias · Gregorius III · Job II · Eustratius · Christoforus I · Theodorus II · Agapius · Johannes V · Nicolaas III · Elias II · Georgius Lascaris · Macarius de Zuivere · Eleuterius · Petrus III · Johannes VI · Emilianus · Theodosius II · Niceforus · Johannes VII · Johannes IX · Euthymius · Macarius II · Athanasius I · Theodosius III · Elias III · Christoforus II · Theodorus IV Balsamon · Joachim · Dorotheüs · Simeon II · Euthymius · Theodosius IV · Theodosius V · Arsenius · Dionysius · Marcus · Ignatius II · Pachomius · Nilus · Michaël III · Pachomius II · Joachim II · Marcus III · Dorotheüs II · Michaël IV · Marcus IV · Joachim III · Gregorius III · Dorotheüs III · Michaël V · Dorotheüs IV · Joachim IV Ibn Juma · Michaël VI Sabbagh · Joachim V · Joachim VI · Dorotheüs V · Athanasius III Dabbas · Ignatius III Attiyah · Euthymius III · Euthymius IV · Michaël III Zaim · Neofytos · Athanasius IV Dabbas · Cyrillus III Zaim · Athanasius IV Dabbas · Silvester · Filemon · Daniël · Euthymius V · Serafim · Methodius · Hiërotheos · Gerasimos · Spyridon · Meletius II Doumani · Gregorius IV Haddad · Alexander III Tahan · Theodosius VI Abourjaily · Elias IV Muawad · Ignatius IV Hazim · Johannes X Yazigi

Syrisch-orthodoxe patriarchen:

Severus · Sergius · Paulus II · Petrus III van Raqqa · Julianus I · Athanasius I Gammolo · Johannes II van de Sedre · Theodorus · Severius II bar Masqeh · Athanasius II · Julianus II · Elias I · Athanasius III · Iwanis I · Euwanis I · Athanasius alSandali · Georgius I · Jozef · Quryaqos van Takrit · Dionysius I · Johannes III · Ignatius II · Theodosius Romanos · Dionysius II van Antiochië · Johannes IV Qurzahli · Basilius I · Johannes V · Iwanis II · Dionysius III · Abraham I · Johannes VI Sarigta · Athanasius IV van Salah · Johannes VII bar Abdun · Dionysius IV Yahya · Johannes VIII · Athanasius V · Johannes IX bar Shushan · Basilius II · Johannes Abdun · Dionysius V Lazaros · Iwanis III · Dionysius VI · Athanasius VI bar Khamoro · Johannes X bar Mawdyono · Athanasius VII bar Qutreh · Michaël I de Grote · Athanasius VIII · Johannes XI · Ignatius III David · Johannes XII bar Madani · Ignatius IV Yeshu · Philoxenos I Nemrud · Michaël II · Michaël III Yeshu · Basilius III Gabriël · Philoxenos II de Schrijver · Basilius IV Shemun · Ignatius Behnam alHadli · Ignatius Khalaf · Ignatius Johannes XIII · Ignatius Nuh van Libanon · Ignatius Yeshu I · Ignatius Jakobus I · Ignatius David I · Ignatius AbdAllah I · Ignatius Nemet Allah I · Ignatius David II Shah · Ignatius Pilatus I · Ignatius Hadayat Allah · Ignatius Simonis I · Ignatius Yeshu II Qamsheh · Ignatius Abdul Masih I · Ignatius Gregorius II · Ignatius Isaac Azar · Ignatius Shukr Allah II · Ignatius Gregorius III · Ignatius Gregorius IV · Ignatius Matteüs · Ignatius Yunan · Ignatius Gregorius V · Ignatius Elias II · Ignatius Jakobus II · Ignatius Petrus IV · Ignatius Abdul Masih II · Ignatius Abd Allah II · Ignatius Elias III · Ignatius Afrem I Barsoum · Ignatius Jacob III · Ignatius Zakka I Iwas · Ignatius Aphrem II Karim

Latijnse patriarchen:

Peter I van Narbonne · Bernard van Valence · Ralf I van Domfront · Aimery van Limoges · Ralf II · Peter II van Angoulême · Peter III van Locedio · Peter van Capoue · Reinier · Albert Rezzato · Opizo Fieschi · Isnard · Gérald Othon · Raymond de Salgues · Séguin d'Anton · Wenzel Gerard van Burenitz · Johannes · Guillaume de la Tour · Denis du Moulin · Jacques Juvénal des Ursins · Lorenzo Zane · Alfonso Caraffa · Juan de Ribera · Luigi Caetani · Giovanni Battista Pamphili · Cesare Monti · Alessandro Crescenzi · Charles Thomas Maillard de Tournon · Giberto Bartolomeo Borromeo · Joaquín Fernández Portocarrero · Francesco Maria Pallavicini · Lodovico Calini · Giulio Maria della Somaglia · Antonio Despuig y Dameto · Lorenzo Girolamo Mattei · Albertus Barbolani di Montauto · Josephus Melchiades Ferlisi · Carolus Belgrado · Paulus Brunoni · Petrus De Villanova · Placidus Ralli · Vencentius Tizzani · Franciscus de Paula Cassetta · Carlo Nocella · Lorenzo Passarini · Ladislao Michele Zaleski · Roberto Vicentini